# Olympische Sommerspiele 2004/Teilnehmer (Palästina)
| Gelbes Symbol für Goldmedaillen mit stilisierten Olympischen Ringen | Graues Symbol für Silbermedaillen mit stilisierten Olympischen Ringen | Braundes Symbol für Bronzemedaillen mit stilisierten Olympischen Ringen |
| ------------------------------------------------------------------- | --------------------------------------------------------------------- | ----------------------------------------------------------------------- |
| —                                                                   | —                                                                     | —                                                                       |

Die Palästinensischen Autonomiegebiete trat unter dem Namen Palästina an und sie wurden durch drei Athleten vertreten. Es war die dritte Teilnahme an Olympischen Spielen. 
| Sportart       | Name                             | Disziplin                  |
| -------------- | -------------------------------- | -------------------------- |
| Leichtathletik | Sana Bakheet Abdel Salam Narishi | 800 m Frauen 800 m Männer  |
| Schwimmen      | Raed Awisat                      | 100 m Schmetterling Männer |